# تشارلز بي. جي. ميرفي
تشارلز بي. جي. ميرفي (بالإنجليزية: Charles B. G. Murphy)‏ هو طبيب نفسي أمريكي، ولد في 1906 في مقاطعة سوفولك في الولايات المتحدة، وتوفي في 1 سبتمبر 1977.